# Lê Khắc Xương (Bạc Liêu)
Lê Khắc Xương (1904–1978) là một nhà cách mạng Việt Nam, nguyên Bí thư Tỉnh ủy Bạc Liêu, Chủ tịch Ủy ban Hành chính kháng chiến tỉnh Bạc Liêu.

## Hoạt động cách mạng
Lê Khắc Xương sinh năm 1904 tại làng Thạnh Phú, quận Cà Mau, tỉnh Bạc Liêu, nay là xã Thạnh Phú, huyện Cái Nước, tỉnh Cà Mau. Năm 1932, ông bắt đầu tham gia các phong trào yêu nước. Năm 1936, ông được kết nạp vào Đảng Cộng sản Đông Dương, sinh hoạt tại Chi bộ làng Thạnh Phú.
Năm 1938, ông bị thực dân Pháp bắt giữ, lần lượt bị giam giữ tại nhà tù Bạc Liêu, Sài Gòn, Côn Đảo, Bà Rá, Tây Ninh. Giữa năm 1945, ông vượt ngục trở về làng Thạnh Phú.
Tháng 6 năm 1945, Chi bộ thành Bạc Liêu được thành lập do Lê Khắc Xương làm Bí thư, bao gồm 3 chi bộ cơ sở với 14 Đảng viên. Tháng 7, Chi bộ thành Bạc Liêu bắt được liên lạc với Xứ ủy lâm thời Giải Phóng và nhóm Tiền Phong. Dưới sự chỉ đạo của Xứ ủy, Chi bộ thành Bạc Liêu được chuyển đổi thành Tỉnh ủy lâm thời, gồm 7 thành viên: Lê Khắc Xương (Bí thư), Tào Văn Tỵ, Phan Thái Hòa, Nguyễn Văn Quảng, Nguyễn Khắc Cung, Nguyễn Văn Sáu (Sáu Ú) và Phan Văn Phỉ.
Sau khi được tái lập, Tỉnh ủy lâm thời khu vực Bạc Liêu tiến hành xây dựng cơ sở chuẩn bị cho khởi nghĩa, đồng thời bắt liên lạc được với cơ sở Đảng trong Bảo an binh tỉnh lỵ Bạc Liêu, thành lập Chi bộ do Nguyễn Huân làm Bí thư.
Ngày 17 tháng 8, Mặt trận Việt Minh tỉnh Bạc Liêu được thành lập do Lê Khắc Xương làm Chủ nhiệm, Cao Triều Phát làm Phó Chủ nhiệm. Ngày 20, Tỉnh ủy Bạc Liêu tận dụng cơ hội Khâm sai Nguyễn Văn Sâm đến Bạc Liêu để tổ cuộc chức biểu tình quy mô lớn. Ngày 23, Tỉnh trưởng Trương Công Thiện đầu hàng, giao lại chính quyền cho lực lượng cách mạng.

## Công tác chính quyền
Ngày 25 tháng 8, Ủy ban Hành chính cách mạng lâm thời tỉnh Bạc Liêu được thành lập do bác sĩ Nguyễn Tú Vinh làm Chủ tịch, Lê Khắc Xương làm Phó Chủ tịch.
Tháng 10 năm 1945, dưới sự chỉ đạo của Xứ ủy Nam Bộ và Liên Tỉnh ủy Hậu Giang, hội nghị thống nhất các nhóm cộng sản trong tỉnh Bạc Liêu được tổ chức, bầu ra Ban Chấp hành lâm thời gồm 15 Ủy viên do Lê Khắc Xương làm Bí thư, Trần Văn Đại làm Phó Bí thư, Nguyễn Văn Quảng, Tào Văn Tỵ và Trần Hoàng Cung làm Thường vụ Tỉnh ủy. Không lâu sau, ông thôi Chủ tịch Ủy ban Mặt trận Việt Minh tỉnh để tập trung cho công tác chính quyền, đồng thời bàn giao chức vụ Bí thư Tỉnh ủy cho Tô Thúc Rịch từ Côn Đảo trở về. Ngày 1 tháng 10 năm 1947, ông được bầu làm Chủ tịch Ủy ban kháng chiến hành chính tỉnh Bạc Liêu.
Khoảng năm 1948, Dung Văn Phúc, người phụ trách công tác mua vũ khí tại Thái Lan trở về nước bàn giao vũ khí cho tỉnh Bạc Liêu. Với cương vị Chủ tịch tỉnh, ông đã trực tiếp giao 10 kg vàng cho ông Phúc tiếp tục công tác mà không để lại bất cứ giấy tờ xác minh nào. Do không giải trình được, năm 1950, ông bị kỷ luật khai trừ vĩnh viễn khỏi Đảng với tội danh quản lý tài chính không rõ ràng. Tỉnh ủy Bạc Liêu đã ba lần khiếu nại lên Trung ương Cục miền Nam nhưng không được phản hồi. Ông được điều về làm Phó Giám đốc Sở Ngân khố Nam Bộ, Ủy viên Mặt trận Liên Việt tỉnh Bạc Liêu.
Năm 1954, ông được điều về Ban Kinh tài Nam bộ, làm Phó ty Thương binh - Cựu chiến binh tỉnh Bạc Liêu, rồi Trưởng Ban tập kết tỉnh Bạc Liêu. Sau khi tập kết ra Bắc, Ban Bí thư Trung ương Đảng sau khi xem xét đã nhận thấy ông chịu hình thức kỷ luật quá nặng. Ngày 17 tháng 10 năm 1956, Ban Bí thư Trung ương ra Nghị quyết số 101/NG-TW bãi bỏ kỷ luật khai trừ không thời hạn, giảm xuống hạ tầng công tác. Ông được bầu làm Ủy viên Thường trực Mặt trận Tổ quốc tỉnh Ninh Bình.
Năm 1978, ông qua đời vì bệnh nặng.

## Vinh danh
Tên của ông được đặt cho một con đường ở thành phố Cà Mau.